# Melhor do que Parece
| Críticas profissionais | Críticas profissionais |
| Avaliações da crítica  | Avaliações da crítica  |
| Fonte                  | Avaliação              |
| ---------------------- | ---------------------- |
| Monkeybuzz             | [ 1 ]                  |

Melhor do Que Parece é o terceiro álbum da banda brasileira O Terno. Foi lançado em 25 de agosto 2016 nos formatos de CD e download gratuito na internet. O disco apresenta 12 faixas de autoria própria, que somam aproximadamente 42 minutos de reprodução. Foi lançado pelo Selo Risco.
Em 26 de abril de 2017 foi anunciada a versão em vinil do álbum pelo projeto Noize Record Club da Revista Noize. A revista Rolling Stone Brasil o elegeu o 9º melhor disco brasileiro de 2016.

## Faixas
| N.º | Título                           | Compositor(es)   | Duração |  |
| 1.  | "Culpa"                          | Martim Bernardes | 2:48    |  |
| 2.  | "Nó"                             | Martim Bernardes | 3:19    |  |
| 3.  | "Não Espero Mais"                | Martim Bernardes | 4:12    |  |
| 4.  | "Depois Que a Dor Passar"        | Martim Bernardes | 3:08    |  |
| 5.  | "Lua Cheia"                      | Martim Bernardes | 3:29    |  |
| 6.  | "O Orgulho e o Perdão"           | Martim Bernardes | 3:24    |  |
| 7.  | "Volta"                          | Martim Bernardes | 3:42    |  |
| 8.  | "Minas Gerais"                   | Martim Bernardes | 3:50    |  |
| 9.  | "Deixa Fugir"                    | Martim Bernardes | 2:46    |  |
| 10. | "Vamos Assumir"                  | Martim Bernardes | 4:45    |  |
| 11. | "A História Mais Velha do Mundo" | Martim Bernardes | 1:13    |  |
| 12. | "Melhor do que Parece"           | Martim Bernardes | 6:10    |  |

## Ficha Técnica
- O Terno:
  - Martim Bernardes - Guitarra, Sintetizador, voz, efeitos, coros, piano e órgão.
  - Guilherme d'Almeida - Baixo.
  - Gabriel Basile - Bateria e percussão.
- Participações especiais:
  - Filipe Nader - Saxofone em "Lua Cheia", "Deixa Fugir", e "Melhor do que Parece".
  - Filipe Nader - Sousafone em "Depois que a Dor Passar" e "Melhor do que Parece".
  - Gabriel Milliet - Saxofone em "Nó", "Não Espero Mais" e "Melhor do que Parece".
  - Gabriel Milliet - Flauta em "Nó","Volta" e "Melhor do que Parece".
  - Marina Mello - Harpa em "Nó", "Depois que a Dor Passar", "Volta" e "Melhor do que Parece".
  - Felipe Pacheco Ventura - Violino em "Nó", "Depois que a Dor Passar", "Volta" e "Melhor do que Parece".
  - Chicão Montorfano - Piano em "Nó".
  - Douglas Antunes - Trombone em "O Orgulho e o Perdão", "Deixa Fugir", e "Melhor do que Parece".
  - Amilcar Rodrigues - Trompete e  Flugelhorn em "Deixa Fugir", e "Melhor do que Parece".
  - Arthur Decloedt - Contrabaixo em "Volta".